# Rendezvous in der Hölle
Rendezvous in der Hölle (frz. Rendez-vous aux Enfers) ist der dritte Band der Romantrilogie Die großen Familien des französischen Schriftstellers Maurice Druon, der 1951 in Paris bei Julliard erschien.
Band 1 – Die großen Familien (Les Grandes Familles) und Band 2 – Der Sturz der Leiber (La chute des corps) kamen 1948 und 1950 heraus. Die deutsche Ausgabe der gesamten Trilogie in der Übertragung von Lotte Frauendienst erschien 1961 bei Henry Goverts in Stuttgart.

## Inhalt
Paris, Italien und Schloss Mauglaives 1937 bis Spätsommer 1939.

### Der Ball der Untiere
Paris 1937: Wer den Ball der Tiere im Hause der 1888 geborenen Dichterin Comtesse Inès Sandoval aufsucht, erhält eine eigens für ihn/sie kreierte Maske. Simon Lachaume, der am 12. Oktober 1887 in Mureaux geborene, bebrillte Minister mit dem Froschgesicht, trifft dort die inzwischen 22-jährige Marie-Ange Schoudler. Ihr 21-jähriger Bruder Jean-Noël, von der bejahrten Dichterin „mein kleiner Hirsch“ genannt, trägt den Frack seines Stiefvaters De Voos. Die betrunkene Herzogin Lydia von Salvimonte beobachtet zu vorgerückter Stunde, Lord Basil Peemrose hat dem jungen Liebhaber der Hausherrin den Hof gemacht.
Zwar will sich Simon Lachaume von der ebenfalls anwesenden ehrgeizigen Schauspielerin Sylvaine Dual, die in das Ensemble der Comédie-Française drängt, trennen, doch er ist noch immer auf sie eifersüchtig.
Daheim liegt derweil Juliette de La Monnerie, die Großmutter von Marie-Ange und Jean-Noël, auf dem Sterbebett. Als die Enkel ins Zimmer treten, vertraut Juliette  ihnen zuletzt noch zwei Familiengeheimnisse an. Juliettes Sohn Baron François Schoudler, also der Vater der beiden Kinder, hatte sich in Paris erschossen und deren Mutter Jacqueline wurde von ihrem zweiten Ehemann Major Gabriel De Voos auf Schloss Mauglaives ermordet.

### Trennung
Simon Lachaume kann das Keifen seiner Geliebten Sylvaine Dual nicht mehr ausstehen. Er unternimmt einen Vergiftungsversuch Sylvaines in deren neuer Mietwohnung in der Avenue Kléber. Sylvaine überlebt den Anschlag mit Mühe und Not. Endlich Mitglied des Ensembles oben genannter Theatertruppe, will sie mit dem Minister, diesem Monstrum, nichts mehr zu tun haben und ist förmlich erleichtert, als er sich der viel jüngeren Marie-Ange, die in der Haute Couture als Mannequin arbeitet, zuwendet.

### Leidenszeit
Als nach dem Tode der Großmutter Juliette de La Monnerie deren wertvolleres Inventar zu veräußern ist, werden Marie-Ange und Jean-Noël von einigen gewieften Verwandten übervorteilt.
Jean-Noël gibt Comtesse Inès Sandoval den Laufpass. Das Motiv: „Ekel vor den Frauen“. Der homosexuelle englische Lord Peemrose streift mit Jean-Noël durch Paris und nimmt den vierzig Jahre jüngeren Mann als Lustknaben mit auf so etwas wie eine Hochzeitsreise nach Italien. Dort, wo die Zitronen blühn, treffen die Reisenden auf Peemroses adelige Freunde aus England. Diese älteren Herren werden von einem Lustknaben namens Christian Leluc, einem jungen Pianisten, begleitet. In Italien begegnet Jean-Noël des Öfteren die Herzogin von Salvimonte. Jean-Noël hat Glück. Der Greis Peemrose macht sich nicht über ihn her. Im Gegenteil – als „zartbesaitetes Gemüt“, wie Maurice Druon den hochgebildeten, feinsinnigen Engländer schildert, bekommt der alte Herr Gewissensbisse und geht in Italien schnurstracks ins Kloster. Die Klausur erweist sich allerdings als so verwanzt, dass Peemrose die Flucht ergreift und doch noch zu dem liebeswilligen Jean-Noël unter die pieksaubere Hotelbettdecke schlüpft. Entsprechend der Kapitelüberschrift zeigt sich jedoch – die Leidenszeit des Lords beginnt, denn er hat das „Alter im Impotenz“ erreicht. Lord Peemrose stirbt an einem Ikterus.
Marie-Ange folgt Simon Lachaume von Paris nach Jeumont in das „Minister-Schlößchen“ – in eine Villa, die das Regierungsmitglied vor Jahren schon in seinem Wahlkreis gemietet hatte. Ausflüge führen das ungleiche Paar in die ländliche Umgebung. In Simon Lachaumes nicht allzu weit entferntem Geburtsort wird Halt gemacht. Nur sechzehn Kilometer weiter wird Chantou-Mauglaives erreicht. Auf Schloss Mauglaives, dem zerfallenden Besitztum Marie-Anges und Jean-Noëls, hält das altgediente Ehepaar Laverdure immer noch Haus. Man zeigt sich verwundert. Die Schlossbesitzerin muss in Paris ihr Brot als Mannequin verdienen.
Marie-Ange teilt auf der Fahrt zurück in die Villa Simon Lachaume auf dessen Befragen mit, sie wolle kein Kind. Der Minister spielt weiter den väterlichen Freund. Die junge Frau sucht den sechsundzwanzig Jahre Älteren des Nachts doch auf, lässt sich beschlafen und fühlt sich zum ersten Mal in ihrem Leben befriedigt. Der äußerlich außerordentlich hässliche Simon Lachaume hat jahrzehntelange Erfahrung im sexuellen Umgang mit Frauen. Aber für den Minister beginnen die Leidensjahre. Denn er meint, die doch sehr junge Marie-Ange wird ihm, dem Alternden, mit der Zeit überlegen sein.

### Hotel Trianon
Anno 1938: Kriegsminister Simon Lachaume mietet Marie-Ange eine Wohnung im Muette und beschäftigt deren wehrpflichtigen Bruder Jean-Noël als seinen Chauffeur. Zuvor muss letzterer drei Wochen in einem Husarenregiment in Rambouillet dienen. Nach einer Rippenfellentzündung darf  Jean-Noël den Dienst für das Vaterland quittieren und geht in die Filmindustrie. Jean-Noëls Projekt „Ritter der Sahara“ wird nie verwirklicht, weil der Unerfahrene Schwindlern und Schiebern auf den Leim geht. Simon Lachaume ersetzt ihm die veruntreuten Gelder nicht. Selbst als Jean-Noël den Kriegsminister mit seinem Intimwissen, das er als Chauffeur sammeln konnte, erpressen will, gibt Simon Lachaume nicht nach, sondern schimpft den bankrotten Filmemacher einen „feigen, kleinen Schuft“. Jean-Noël pumpt seine Schwester an. Während einer kurzen Reise an die Côte d’Azur wurde Marie-Ange von Simon Lachaume geschwängert. Der ehemalige Minister – das Portefeuille wurde ihm nicht wieder angetragen – bittet seine Ehefrau Yvonne vergeblich um Einwilligung in die Scheidung.
Zufällig begegnet Jean-Noël an einer Pariser Straßenecke einem Bekannten aus Italien: dem Pianisten Christian Leluc. Der bringt ihn auf eine blendende Idee. Die nun auch in Paris weilende Herzogin Lydia von Salvimonte hat um die 21 Millionen Francs. Die Herzogin ist hocherfreut über den Besuch das fünfzig Jahre jüngeren Mannes, leiht ihm das erforderliche Geld aber immer nur für die nächsten drei Tage.
Am 5. April 1939 dinieren Simon Lachaume und Marie-Ange zusammen mit der Pariser High Society im Großen Saal des Versailler Trianon Palace Hotels. Die werdende Mutter wird während eines Spaziergangs im Park um das Grand Trianon von ihrem Liebhaber enttäuscht. Eine Verheiratung mit dem Vater ihres Kindes wird – wenn überhaupt – wegen der Scheidungsprozedur gegen den Willen von Yvonne Lachaume vermutlich Jahre auf sich warten lassen müssen. Jean-Noël ist ebenfalls präsent und geht auch mit der Herzogin im Park spazieren. Die 72-Jährige braucht einen Mann im Bett und gibt Jean-Noël zu verstehen: Nachdem er sie geheiratet hat, sei er aller Geldsorgen ledig. Jean-Noël bringt Einwände vor, doch die listige alte Frau kauft ihm den Homosexuellen und Impotenten nicht ab.

### Rückkehr nach Mauglaives
Die Schoudlers leben fortan alle auf Schloss Mauglaives. Mit der Heirat ist es nicht getan. Lydia Schoudler, die Herzogin mit russischen und italienischen Wurzeln, durch die Heirat Französin geworden, hat auf Gütertrennung bestanden. Ein zweiter Zankapfel des Ehepaares ist die nicht vollzogene Ehe. Jean-Noël setzt sich bei Lydia durch. Nachdem er die um die 21 Millionen erpresserisch an sich gerissen hat, hält er Wort und vollzieht die Ehe. Lydia, endlich befriedigt, hatte es gleich gewusst, ihr Mann ist weder impotent noch homosexuell.
Marie-Ange hat die Leibesfrucht abtreiben lassen und geht mit dem Bruder eine blutschänderische Beziehung ein. Gleich nach der Mobilmachung will sich der lebensmüde Jean-Noël bei seiner Einheit zu einem gefährlichen Einsatz melden. Maurice Druon schreibt: „Er war bereits tot, ehe er in die Schlacht zog.“

### Epilog
Simon Lachaume erscheint noch einmal als Feigling, der er immer war. Die Belohnung für seine Mutlosigkeit lässt nicht lange auf sich warten. Der Präsident Frankreichs ruft und bietet ihm das Amt des Stellvertretenden Premiers ohne Portefeuille an. Simon Lachaume greift kurz entschlossen zu. 

## Deutschsprachige Literatur

### Deutschsprachige Erstausgabe
- Die großen Familien. Henry Goverts Verlag Stuttgart 1961. 854 Seiten.

### Verwendete Ausgabe
- Rendezvous in der Hölle. Deutsche Übertragung von Lotte Frauendienst. 320 Seiten. Volk und Welt, Berlin 1966 (Lizenzgeber: Goverts, Stuttgart)